# Antonio Adamo
Antonio Adamo (nacido el 30 de julio de 1957) es un director italiano de cine erótico, así como editor, escritor, mánager de producción y profesional del sonido. Conocido especialmente desde finales de los años 1990, actualmente es una de las estrellas más conocidas del cine erótico contemporáneo.
Desde los años 1990 ha rodado casi exclusivamente para la compañía Private, y sus grandes éxitos Gladiator y Cleopatra son unas de las películas más premiadas de esta empresa. Antonio Adamo es además el director de las doce películas de colaboración entre Private y Penthouse ( Dangerous Things 1-2, Without Limits 1-2, Call Girl, Eve, insane Obsession, The Last Muse, Italian Flair, Too Many Women for a Man, Sex Forever, Fashion y Sex Opera ).
Su estilo artístico particular con mucha consideración para cada detalle de las escenas es reconocido por todos los aficionados del cine erótico y también por la gente de este arte. Ha trabajado con los actores y actrices profesionales más importantes, como Nikki Anderson, Silvia Saint, Laura Angel, Lynn Stone, Kate More, Michelle Wild, Sophie Evans, Toni Ribas, Nacho Vidal o David Perry, Yubel Villasante.
- Datos: Q2345067